# Mandé
Pour les articles homonymes, voir Mandé (homonymie).

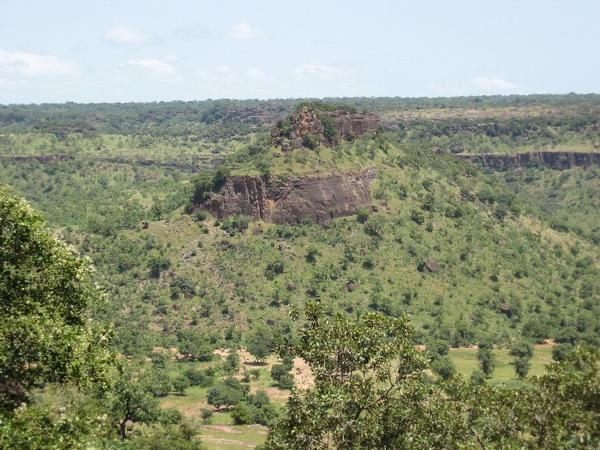
Le Mandé est la province d'où est parti l'Empire du Mali, sous l'impulsion de Soundiata Keïta.(Siby, Mali)

Le Mandé, Manden ou encore Manding est une région située en Afrique de l'Ouest, espace compris aujourd'hui entre le sud du Mali et l'Est de la Guinée. C'est le foyer historique du peuple Mandingue.
Les Malinké sont à l'origine de la fondation des plus grands empires d'Afrique de l'Ouest. Parmi les autres groupes qui en sont originaires, on compte les Bambara, les Dioula, les Samo, les Khassonke, les Dafing, les Bobo-Dioula, les Kouranko.

## Toponymie
Selon Camara Laye transcrivant les paroles du griot Babou Condé, le nom « Mandén » signifierait « enfant du lamantin » (« Man » signifiant « lamantin » et  « den » « enfant »).

## Histoire
Le Mandé, un des premiers États d'Afrique de l'Ouest, d'après la tradition mandingue, est un pays dont les origines remontent à l'époque de Soundjata Keïta (XIIIe siècle). Le Mandé est la province d'où est parti l'empire du Mali, sous l'impulsion de Soundjata Keïta. Le pays mandingue se situe dans le sud de l'actuel Mali, le nord de la Côte d’Ivoire et l’est de la Guinée.

### Origine du Manding
Des chasseurs Mandingues ont fondé le Mandé, le pays mandingue, notamment les ancêtres mythiques Kontron et Sanin, à l'origine des confréries des chasseurs Malinkés et Bambaras. Ce pays était réputé pour le grand nombre d'animaux et de gibier qu'il abritait, ainsi que sa végétation dense. Un territoire de chasse très prisé.
Les Camara (ou Kamara) sont considérés comme la famille la plus ancienne à avoir habité le Mandé, après avoir quitté, en raison de la sécheresse, le Wagadou, au sud-est de la Mauritanie actuelle. Ils ont fondé le premier village du Mandé, Kirikoroni, puis Kirina, Siby,Kita. Le Mandé primitif était constitué de douze provinces et il semble  avoir été une confédération des principales tribus malinké: Konaté, Condé, Traoré et Doumbia (appelé aussi Kourouma). Un très grand nombre des familles qui constituent la communauté mandingue sont nées dans le Mandé.

### Premiers rois du Mandé
Les premiers roi du Mandé étaient des chasseurs, Hamama était le premier roi. Mamadi Kani fut un roi chasseur comme les premiers rois du Manding. C'est Mamadi Kani qui inventa le sïmbon ou sifflet de chasseur; il entra en communication avec les génies de la forêt et de la brousse; ceux-ci n'avaient pas de secrets pour lui, il fut aimé de Kondolon Ni Sané. Mamadi Kani étend le royaume jusqu'au Bouré et le lègue à ses fils Kanyogo Simbo, Kani Simbo, Kabala Simbo et Kabari Simbo.

#### 1200-1218
Au Mandé règne Moussa Allakoï, dit Allakoi, petit-fils de Hamama. Dévot musulman il fit son pèlerinage à la Mecque. Il se fera remplacer par son fils Naré Maghan Kon Fatta roi de Dakadjalan. Faramanko Keignou (le beau en malinké), surnom de Naré Maghan Kon Fatta, recevra le nom clanique de Konaté qui signifie : à qui personne ne dira non.

#### 1218-1235
Dankaran Toumani Konaté fils de Naré Maghan, hérite du trône de son père alors qu'une prophétie veut que ce soit son cadet Diata qui prenne le trône. À la suite de l'intronisation de Dankaran, Soundiata et sa mère s'exilent du Mandé et partent à Mema. Au cours de cette période le roi du Sosso, Soumaoro Kanté, ravage ce qui reste de l'empire du Ghana et pille le Mandé. À la suite de l'arrivée de Soumaoro Kanté au Manding, Dankaran Toumani fuit le pays et part s'installer dans ce qui deviendra Kissidougou.

### Naissance de l'empire du Mali
À la suite de la fuite de Dankaran Toumani, les Malinkés se souviendront de la prophétie et partirent à la recherche de Soundiata qui résidait à Mema et devenait un grand chasseur.

#### 1235-1255
Fakoli Doumbia ou Kourouma, neveu de Soumaoro Kanté, rejoint la coalition Mandingue à la suite du vol de sa femme par ce dernier. Au cours de cette période, Soundiata et Soumaoro s'affrontent à Kirina et à Narena au Mandé. À la suite de ces batailles, Soumaoro sera vaincu par Soundiata et il s'enfuit dans les montagnes de Koulikoro et disparut. Après cette victoire, Soundiata, désormais Mansa, réunit ses alliés à Kaaba (Kangaba) pour le Kourakan Fouga. Soundiata structura la société Mandingue et les chasseurs créeront ce qu'on appelle la charte du Kourakan Fouga. Après cela, Soundiata unifie et partage les provinces du Mandé entre les clans confédérés : les Keita, les Konaté, les Camara et les Condé resteront les propriétaires exclusifs du Manding.

##### La campagne de Tiramakhan
Selon la tradition, le roi des sereres, Bassy Couloubaly Fall (d'autres parlent de Ndiadiane N'diaye), appelé Djolofin Mansa, déroba l'or destiné à l'achat de chevaux aux messagers de Soundiata. Cette insolence fut un casus-belli et est à l'origine de la longue campagne de Tiramaghan vers l'Ouest. Après l'affront du Djolofin Mansa, Soundiata envoie Tiramakhan Traoré en pays serere. Après son retour triomphal au Manding, Tiramakhan recevra en récompense toutes les terres du Falémé jusqu'à la mer, cela lui permit de fonder le royaume du Kaabou. Vers 1240, Tiramakhan et son clan émigrent vers l'Ouest, avec lui viendront Mansa Waali (fils de Soundiata), Djeli Sirimang (frère de Balla Fasseké), Yedali et Yamoussa Kanté (du clan de Soumaoro). En 1255, Soundiata meurt dans des circonstances mystérieuses.

### Période impériale

#### 1255-1275
À la suite de la mort de son père, Mansa Oulé, fils de Soundiata, devient empereur. Durant son règne, il soumet les Songhai de Gao et agrandit le territoire de l'empire. Dans la même période, un des généraux de Soundiata, Moussa-Son-Koroma Sissoko, estimant que Mansa Oulé n'utilisait pas suffisamment ses services, s'installe à Koundian et fonde le royaume du Bambouk, vassal du Mali.
Mansa Oulé est remplacé par Ouri Keita qui règne entre 1270-1274, qui est remplacé par Khalifa entre 1274-1275. À la mort Khalifa Keïta, considéré comme tyrannique et incompétent par le Conseil du Royaume, il fut remplacé par Abu Bakr, prétendant légitime au trône Impérial, qui devint ainsi le 1er Empereur du Mali à accéder au trône en étant issu d'une lignée féminine directe tout en étant un descendant immédiat d'une Princesse Keïta, fils de Naré Maghann Konaté.

#### 1275-1310
Aboubakari Konaté - Keïta, Prince Impérial puis Mansa, neveu de Soundiata, régna de 1275 à 1285. Il meurt en 1285 et se fera remplacer par Sakoura, un esclave affranchi qui usurpa le trône lors d'un coup d'État. Sakoura annexe le Royaume de Diarra. Désormais, le Mali allait du Manding jusqu'à l'Atlantique. Le règne de Sakoura dura de 1285 à 1300. Il sera remplacé par Gaou qui règne pendant 5 ans et sera remplacé par Mansa Ko Mamadi qui règne pendant 5 ans aussi.

#### 1310-1337
Abubakari Keita II devient roi et tente de traverser l'Océan deux fois mais ce fut un échec. Il règne deux ans.
Moussa Keita devient roi du Mali et, entre 1324-1325, il effectue son célèbre pèlerinage à la Mecque. L'empire du Mandé était à son apogée.

### Affaiblissement de l'empire

#### 1337-1380
Entre 1337 et 1341, Maghan I devient Mansa et les Mossi du Yatenga pillent et occupent Tombouctou. En 1352 Souleiman devient mansa. À la mort de ce dernier des troubles touchent la cour royale. Ndiadiane N'diaye fonde le royaume du Djolof qui prend son indépendance vis-à-vis du Mali. Entre 1360-1374 règne Mari Diata II, petit fils de Moussa Keita. Il se fera remplacer par Moussa qui règne pendant 6 ans et se fait destituer par Mari Diata.

#### 1380-1388
Le règne de Mari Diata dura 7 ans car il se fera tuer lors d'une expédition dans le Bornou. Il sera remplacé par Maghan II frère de Moussa. Dans cette période, Mema, Gao et Djenné reprennent leur indépendance vis-à-vis du Mali.

##### 1388-1400
Santigui, un affranchi de la cour usurpe le trône. Dans la même période, Mamoudou Diawara s'empare de Diarra. Vers 1400 Maghan III, frère de Moussa II devient mansa. Au cours de cette période l'empire Songhai monte en puissance et son roi Sonni Ma Daou attaque le Mali et ravage sa capitale. Plus tard les Mossi envahissent l'est de l'empire du Mali (lac Debo).

### Déclin de l'empire du Manding

#### 1400-1464
En 1400 émerge le royaume Peul du Macina avec l'arrivée de Maghan Diallo. Dans la période entre 1443-1464, les Mossi pillent Oualatta. Vers 1450, Moussa III puis Oulé II deviennent souverains du Mali.

#### 1464-1492
Au cours de cette période, Sonni Ali ber mène plusieurs expéditions dans les anciennes provinces du Mali. Les Peuls Dénianke venus du Fouta Djallon envahissent le Mali et Mamadou II (1481-1496) sollicite l'aide des Portugais.

#### 1600-1650
Le Kaabu profite du déclin du Mali et prend son indépendance. Cela marque la jonction entre les Mandingues de l'Ouest et les Mandingues de l'Est.
En 1650, les Peuls du Macina et les Bambaras de Ségou ravagent ce qui reste de l'empire du Mali.

#### 1667-1670
Le dernier souverain mandingue du Mandé, Mama Maghan, assiège Ségou mais doit renoncer et reconnaître sa défaite en 1670. Il se retire à Kangaba, réduit au rang d’un simple chef local. À cette époque, l’empire du Mali n’est plus qu’un souvenir. Au cours de la période qui suit, ce sont les Bambaras de Ségou qui s’imposent comme la puissance dominante dans la région. Le fondateur de leur royaume, établi dans le delta central du Niger, est Kaladian Coulibaly dont le fils, Danfassari, a créé la capitale de Ségou Koro à proximité de l’actuelle Ségou.
1795 : L’Écossais Mungo Park atteint le royaume bambara de Kaarta. Il ne peut entrer à Ségou mais va jusqu’à Bamako avant de revenir en Gambie par le pays mandingue et la vallée de la Falémé.
1853: les Tocouleurs occupent le Manding.
Février-mars 1881 : Premiers combats entre les troupes françaises et celles de l’almamy Samory Touré, dans la partie orientale du pays mandingue. C’est le début d’une lutte qui s’étend sur les dix-sept années suivantes. Les troupes de Samory sont dispersées en avril 1883 par Borgnis-Desbordes le long de l’Oyako, à quelques kilomètres au sud de Bamako.

### Période coloniale
La région du Manding est colonisée par la France.
21 mars 1881 : Gallieni, qui a reçu à Nango le traité signé le 10 mars par Ahmadou, retrouve Borgnis-Desbordes à Kita. Il apparaît alors que, en jouant de la traduction en arabe, le traité consenti par Ahmadou est très en deçà des exigences françaises.
20 juillet 1881 : La région située entre Sénégambie et Niger devient la région du Haut-Fleuve ; son chef-lieu est Kayes.
juin 1885 : Les Français du commandant Combes doivent se replier à l’issue du combat livré à Niagassola, dans le nord-ouest du pays mandingue, aux troupes de Samory. Ils prennent leur revanche en janvier 1886, ce qui débouche sur la signature du traité de Kéniéba-Koura, non ratifié par Paris en raison de ses imprécisions.
1er octobre 1902 : L’ancien Soudan français reçoit le nom, à l’issue d’une nouvelle transformation administrative, de « territoire de la Sénégambie et du Niger ». Le délégué de Kayes dépend désormais du gouverneur de l’Afrique-Occidentale, distinct du gouverneur du Sénégal.
18 octobre 1904 : Nouveau décret réorganisant le gouvernement général de l’Afrique-Occidentale française et redonnant ses anciennes limites au Soudan français, rebaptisé « Haut-Sénégal et Niger ».
4 décembre 1920 : Un décret rend à la colonie du Haut-Sénégal et Niger son nom antérieur de « Soudan français ». Le terme vient de celui de « Bilad es Sudan » des Arabes, qui désignait le « pays des Noirs ». C’est sous ce nom que sera désigné le futur Mali jusqu’à l’indépendance

### L’indépendance
20 juin 1960 : Proclamation de l’indépendance du Mali. Le Manden se trouvera entre dans le Sud de l'ancien Soudan français devenu le Mali en référence à cette même région et de son empire.

## Géographie
Le climat du Mandé est dit soudanien. Il se caractérise par l’alternance de saisons : une saison de pluie et une saison sèche.
C’est le domaine de la savane qui se distingue par une végétation arbustive. Cette région se caractérise par la présence de hautes herbes et de bouquets d’arbustes, souvent isolés.
Le karité (arbre à beurre), le néré, le baobab, le tamarinier, le fromager sont les principales essences du domaine soudanien.

## Localité sa de la région
- Kangaba
- Kela
- Dakadjalan
- Kita
- Siby
- Selefougou
- Narena
- Karan
- Faraba
- Kirina (Krina)
- Tabou
- Samalé
- Dogoro
- Samayana
- Sokondjala
- Nienkema
- Tiko-Kinèrioba
- Bancoumana
- Dankassa
- Niagassola
- Djoliba
- Niani
- Kéniéba-Koura
- Nana-Kenieba
- Sobara
- Balansan
- Figuiratomo
- Kiri-Koroni

## Personnalités du Mandé
- Moussa Allakoi, mansa du Mandé
- Naré Maghan Konaté, mansa du Mandé
- Soundiata Keita, mansa du Mandé
- Mari Jata II, empereur du mali
- Balla Fasseke, griot du Mandé
- Tiramakhan Traoré, général mandingue et fondateur du Kaabu
- Mansa Moussa, empereur du Mali
- Mansa Moussa II, empereur du Mali
- Mansa Oulé, empereur du Mali
- Mansa Souleiman, empereur du Mali
- Mansa Maghan, empereur du Mali
- Salif Keita, chanteur malien né en 1949 à Djoliba
- Kasse Mady Diabaté chanteur malien né à Kela en 1949
- Kandia Kouyaté griotte, né en 1959 à Kita.
- Amy Koita, chanteuse malienne née en 1952 à Djoliba.
- Django Cissé, photographe malien, né en 1945 à Kita.
- Moussa Konaté, écrivain malien, né en 1951 à Kita.
- Sékou Koïta, footballeur malien du Red Bull Salzbourg, né en 1999 à Kita.
- Massa Makan Diabaté, historien malien né à Kita
- Wa Kamissoko, griot malien né à Kirina